# Francesco Pucci (umanista)
Francesco Pucci (Firenze, 3 settembre 1463 – Roma, 24 agosto 1512) è stato un umanista ed erudito fiorentino, che fu allievo del Poliziano dal 1480 al 1482-83, o fino al 1485, secondo un'altra ipotesi. 
La figura di Pucci fu importante per il ruolo di tramite che egli svolse da tra la Firenze medicea e gli ambienti umanistici aragonesi del Regno di Napoli.

## Il soggiorno presso la corte aragonese di Napoli
Dopo il magistero del Poliziano nei primi anni ottanta del Quattrocento, Francesco Pucci si trasferì a Napoli dove visse e operò per oltre un ventennio, dal 1483 al 1504. Insegnò eloquenza nello Studio maggiore napoletano fino alla sua temporanea chiusura nel 1494. Fu accademico pontaniano e direttore della libreria aragonese (livrero mayor, titolo e carica già appartenute a Giovanni Brancati) per oltre un decennio e svolse un importante ruolo di tramite tra gli ambienti umanistici della Firenze medicea e la cerchia culturale della Napoli aragonese, a cui trasmise rigore e raffinatezza filologica che egli aveva appresi dall'insegnamento del Poliziano. 
A Napoli, degne di nota furono le amicizie e le frequentazioni intellettuali che egli intrattenne: tra queste lo stesso re Ferrante d'Aragona e il suo segretario Antonello Petrucci, Francesco Minutolo, le famiglie Caracciolo e Carafa, il Pontano,  Silvestro Galeota e Antonio D'Alessandro.
Fu autore di commentari eruditi su scrittori dell'antichità classica greco-romana, di numerose orazioni di buona levatura, oltre a qualche carme latino di mediocre fattura. 